# O-2 (Turkije)
De O-2 of Otoyol 2 (Autosnelweg 2) is een autosnelweg in Turkije. De weg vormt de buitenring van Istanboel. Een belangrijk onderdeel van de weg is de Fatih Sultan Mehmetbrug. Dit is de belangrijkste vaste verbinding over de Bosporus tussen Europa en Azië. Deze brug vervangt sinds 1988 de doorgaande functie van de Bosporusbrug in de O-1.
De O-2 is onderdeel van de Europese weg E80 tussen Lissabon en de Iraanse grens bij Gürbulak en van de Aziatische weg AH1 tussen Tokio en de Bulgaarse grens bij Edirne.
O-1 · 
O-2 · 
O-3 · 
O-4 · 
O-5 · 
O-6 · 
O-7 · 
O-20 · 
O-21 · 
O-21A · 
O-22 · 
O-30 · 
O-31 · 
O-32 · 
O-33 · 
O-50 · 
O-51 · 
O-52 · 
O-53 · 
O-54 · 
O-57